# Drachenfelsbanan
Drachenfelsbanan (tyska: Drachenfelsbahn) är en kuggstångsbana i Nordrhein-Westfalen i Tyskland. Den går från Königswinter till toppen av Drachenfels på en höjd av 289 meter, efter 220 meters höjdskillnad från dalstationen. Förutom de två ändstationerna finns det en station vid Schloss Drachenburg.
Drachenfelsbanan är en av fyra kuggstångsbanor i drift i Tyskland, vid sidan av Bayerische Zugspitzbahn, Zahnradbahn Stuttgart och Wendelsteinbahn.

## Drift

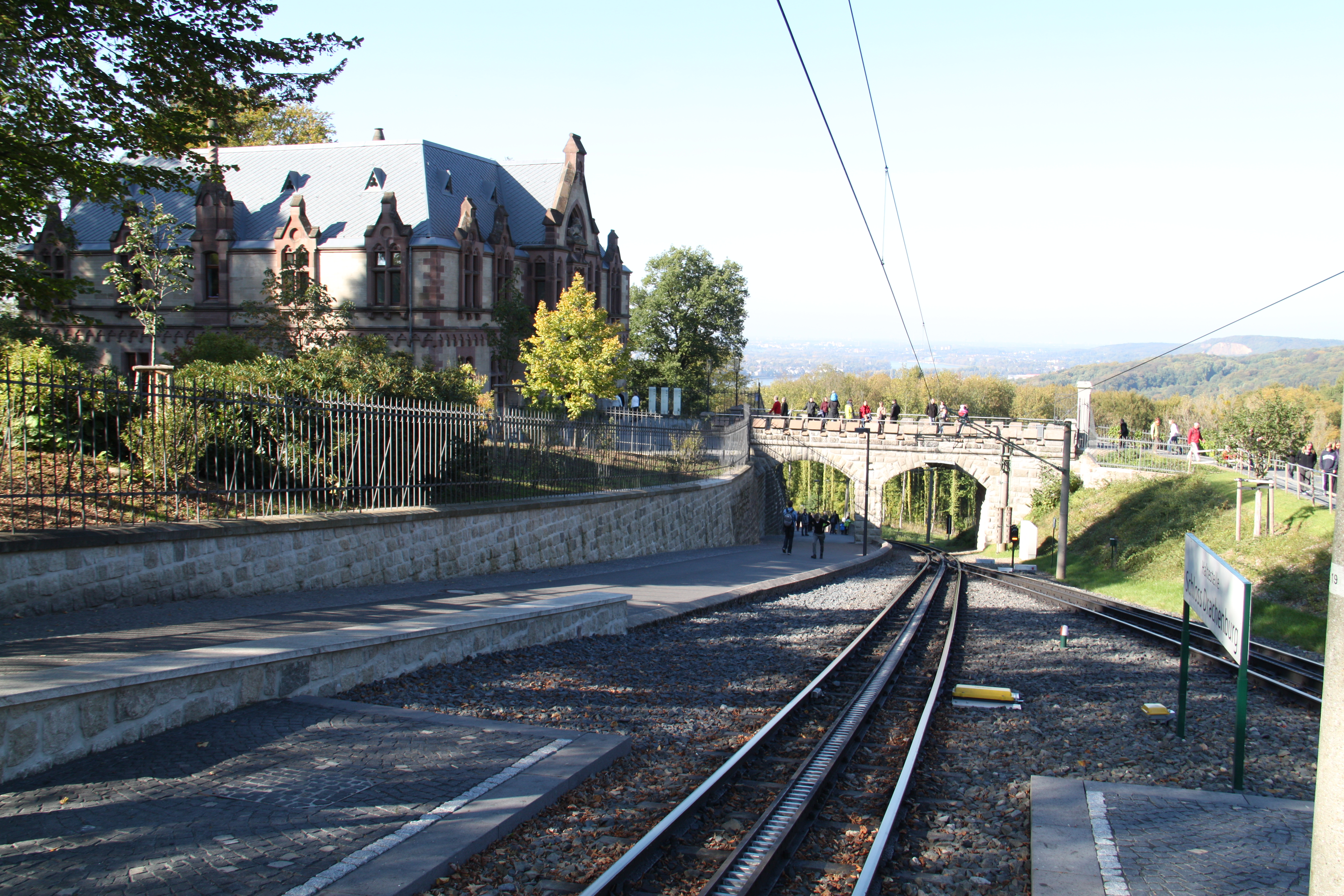
Mellanstationen vid Schloss Drachenburg

Banan är 1,5 kilometer lång och enkelspårig. Den är byggd efter den teknik för kuggstångsbanor som utvecklades av Niklaus Riggenbach (1817–1899). Terminalerna är Königswinter Drachenfelsbahn och Drachenfels, och den enda mellanstationen är Drachenburg, där det också finns mötesspår. Banan har en spårvidd på en meter och bemästrar en höjdskillnad på 220 meter och en  största lutning på 20 procent. Linjen är elektrifierad med luftledningar med 750 volts likström.
Banan drivs med fyra elektriska tvåaxlade motorvagnar, byggda av Waggonfabrik Rastatt i Rastatt 1955–1960, samt med fyra likadana vagnar som järnvägsbolaget byggt självt. De är tvåriktningsvagnar, men har dörrar bara på den ena sidan, eftersom alla plattformar finns på samma sida av spåret. Motorvagnarna kan köras en och en, eller i par. 

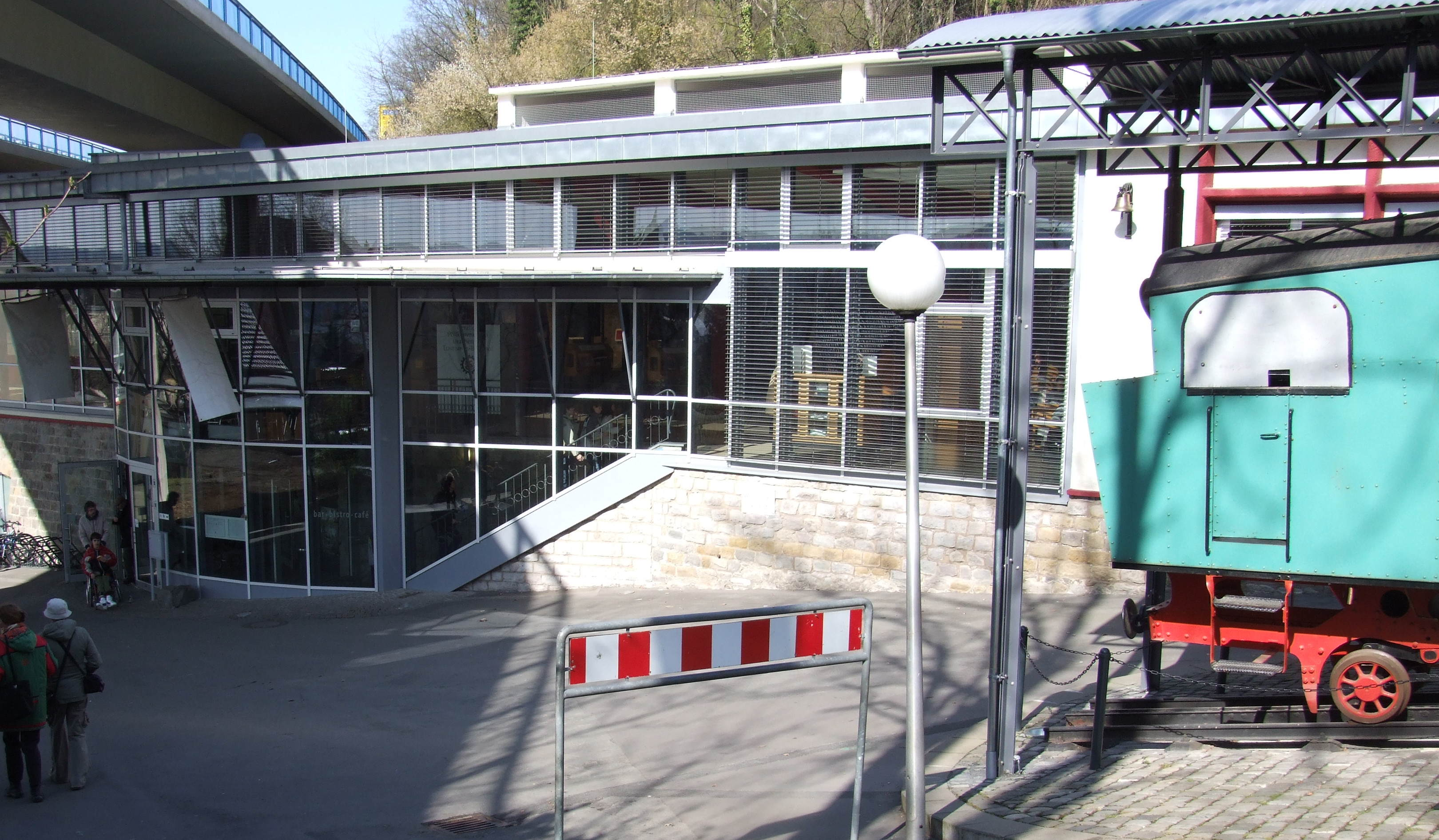
Station Königswinter Drachenfelsbahn i Königswinter

Station Königswinter Drachenfelsbahn ligger 750 meter från Königswinters järnvägsstation och 650 meter från Königswinter Fähre-hållplatsen för linje 66 på Bonns spårväg.

## Historik
Banan byggdes av Lokal- und Straßenbahngesellschaft in Berlin och öppnade med ånglokomotivdragna tåg i juli 1883. Den köptes 1913 av Ferdinand Mülhens, som var ägare till parfymfirman 4711 och också ägde Petersbergbahn, som band samman Königswinter med toppen på Petersberg. Fastän den byggdes separat och inte var fysiskt sammankopplad med Drachenfelsbanan, så hade de båda banorna samma spårvidd och kuggstångsutrustning, och de drevs under samma driftsorganisation fram till dess Petersbergsbanan stängde 1958. Vagnar användes då och då på den andra banan.  
Drachenfelsbanan drevs med elektricitet från 1953, samtidigt som ångloken behölls för högtrafikinsatser fram till 1958, då ett ånglokomotiv spårade ur med dödsfall som resultat.  
Mellan 1998 och 1999 moderniserades vagnarna av Schweizerische Lokomotiv- und Maschinenfabrik.

## Bildgalleri

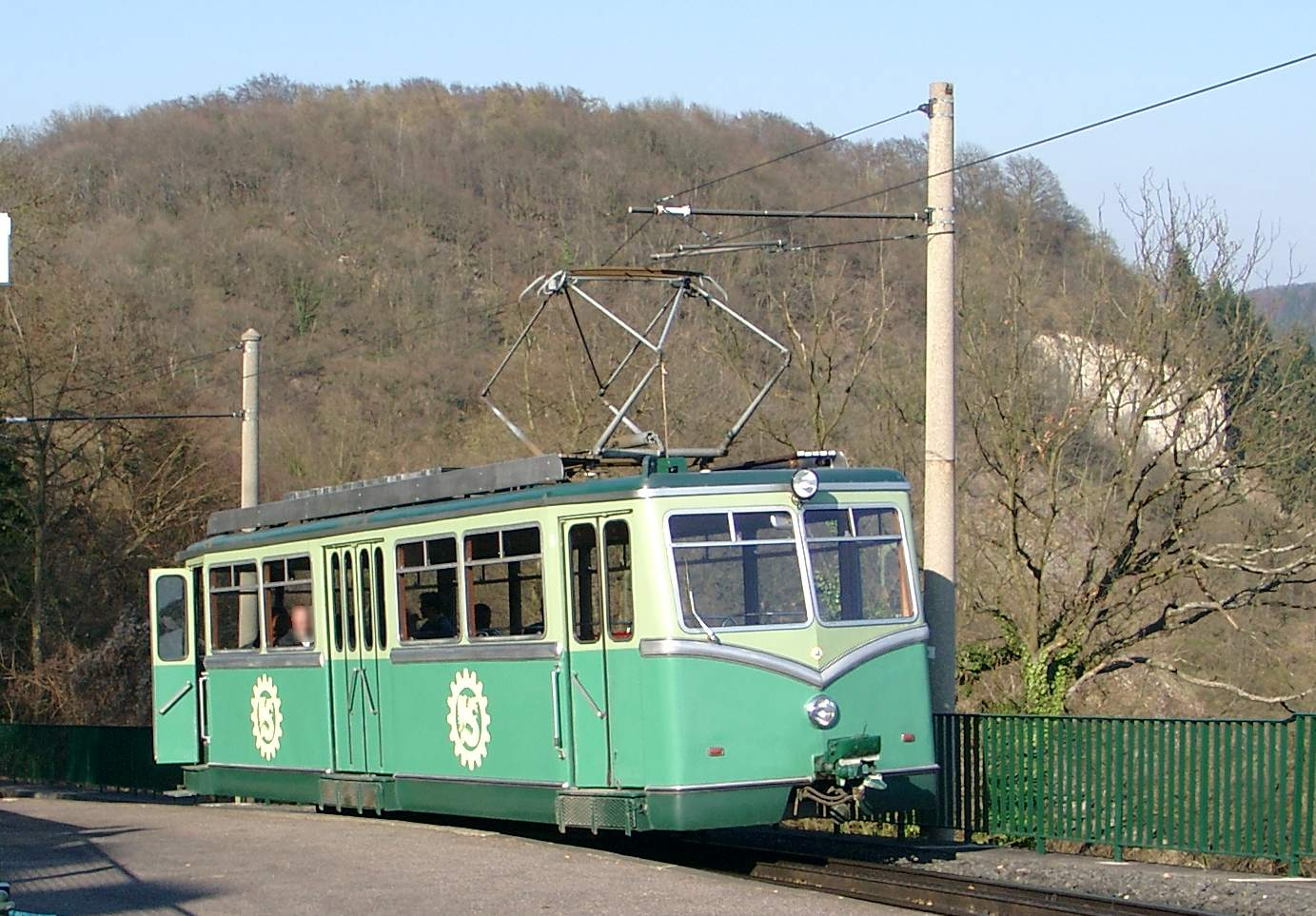
Vagn vid Drachenfels bergstation
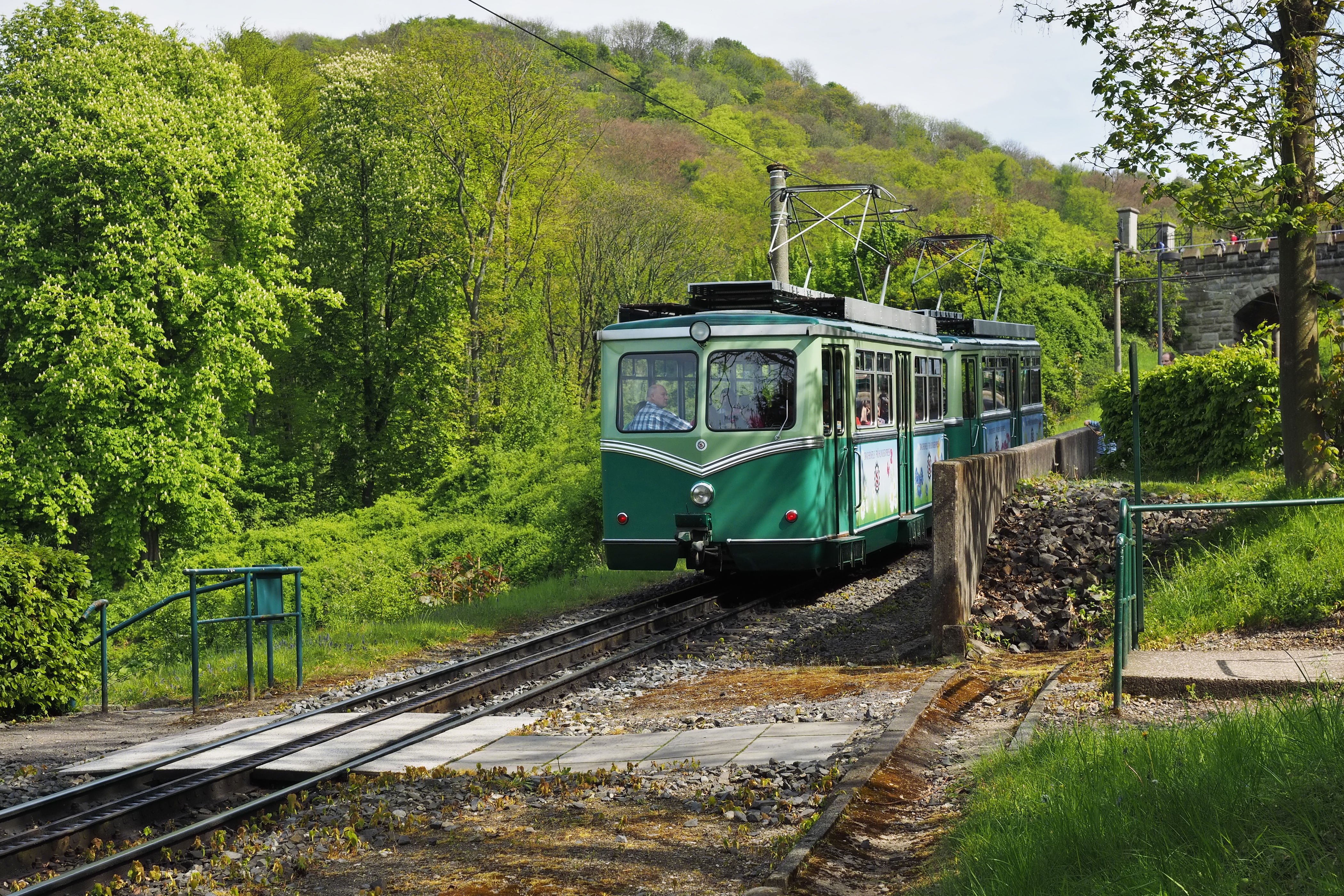
Vagn vid övergångsställe vid Schloss Drachenburg
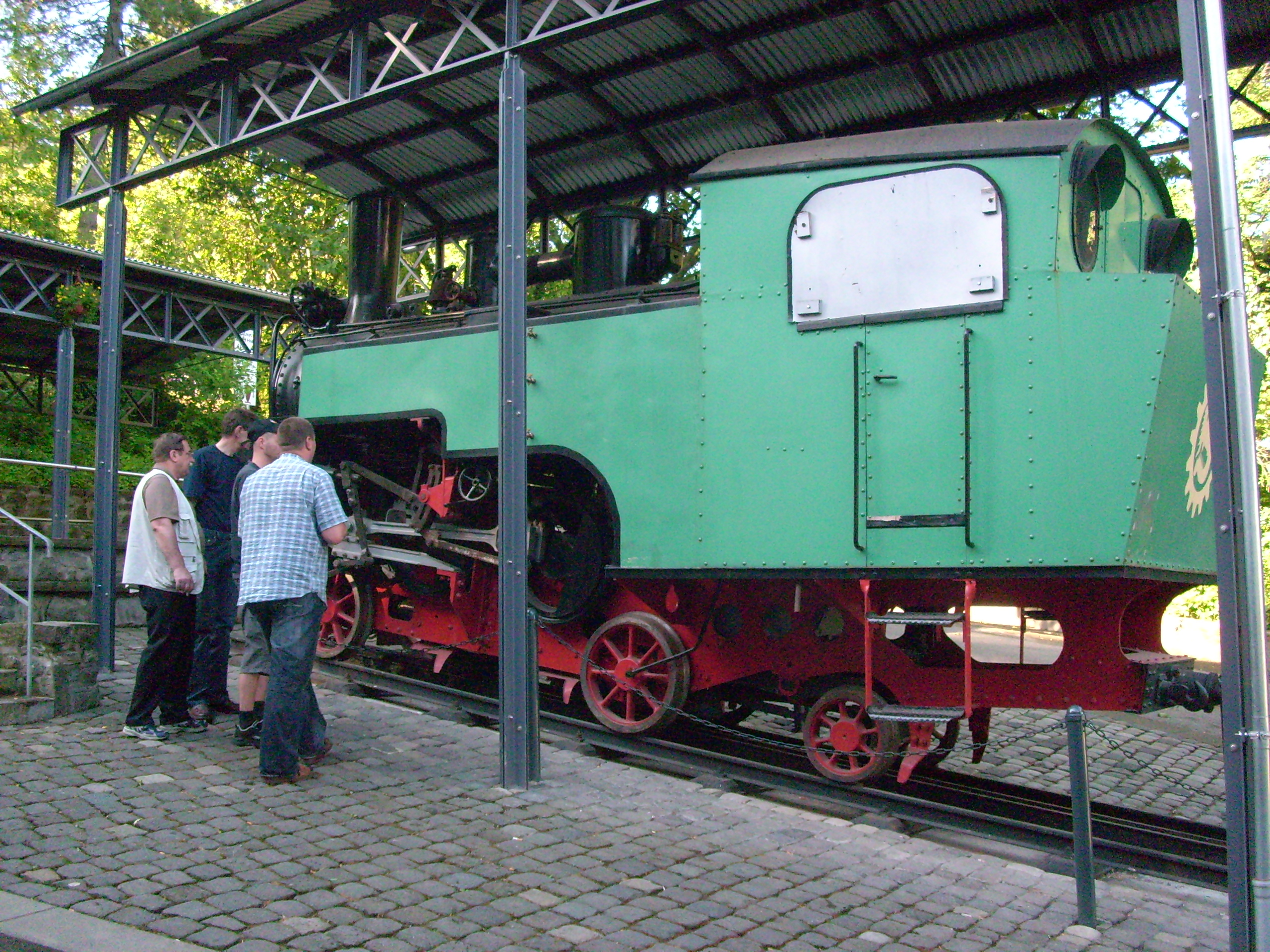
Lok Nr 2 utställt vid Königswinterstationen